# Persea campii
Espèce
Classification phylogénétique
Statut de conservation UICN

 VU  : Vulnérable
Persea campii est une espèce de plantes à fleurs du genre Persea et de la famille des Lauraceae. Elle est endémique de l'Équateur. Son habitat naturel est constitué des forêts tropicales ou subtropicales humides de montagne.